# Albendazolo
L'albendazolo è un principio attivo che viene utilizzato per il trattamento di varie parassitosi. In combinazione con interventi chirurgici è efficace nel trattamento di cisti causate da Echinococcus granulosus. Viene somministrato per via orale nel trattamento della giardiasi, tricocefalosi, filariasi, neurocisticercosi, idatidosi, ossiuriasi, e ascaridiasi, e tante altre.
È un agente antielmintico ad ampio spettro di tipo benzimidazolico.
Gli effetti indesiderati più comuni comprendono nausea, dolori addominali e mal di testa. Tra effetti collaterali più gravi spiccano la soppressione del midollo osseo, che di solito migliora con l'interruzione del trattamento, e l'infiammazione del fegato dei pazienti con simili problemi precedenti.  Può causare danni se assunto da donne in gravidanza.
L'albendazolo è stato sviluppato per la prima volta nel 1975. È incluso nell'elenco dei farmaci essenziali dell'Organizzazione Mondiale della Sanità.

## Usi
È un antiparassitario

### Vermi piatti
- fascioliasi da vermi piatti
- infezioni da cestodi (tenie), in alternativa al praziquantel o alla niclosamide nelle tenie adulte dei bovini (Taenia saginata) e tenie del maiale (Taenia solium).[6] Viene anche somministrato per le infezioni da Taenia crassiceps.[7] Il praziquantel è più efficace nel trattamento delle infezioni da tenia, l'albendazolo è invece usato nei paesi endemici perché è più economico e ha uno spettro d'azione più ampio.[8]
- Cisticercosi,[9] che è causata dalla forma larvale della tenia del maiale[3] (l'albendazolo è farmaco di prima scelta per le tenie di maiale larvali, ma non per quelle adulte).[6]
- Echinococcosi del fegato, polmone e peritoneo (causata dalla forma larvale dell'Echinococcus granulosus) o degli alveoli (causata dall'Echinococcus multilocularis) quando l'escissione chirurgica non è possibile.[9][10] Alcuni studi suggeriscono che nell'echinococcosi alveolare e cistica l'albendazolo impedisca solo ai parassiti di crescere e riprodursi invece che ucciderli.[11]

### Nematodi
- Ascaridiasi, che può essere curata con una singola dose di albendazolo.[12][13]
- Bailisascariasi, causata dal nematode dei procioni. Viene usato insieme ai corticosteroidi in caso di infezioni oculari e del sistema nervoso centrale.[3]
- Enterobiasi
- Filariosi, dal momento che la disintegrazione della larva può causare una reazione allergica, vengono aggiunti al trattamento antistaminici o corticosteroidi. Nei casi di filariosi linfatica (elefantiasi) causata da Wuchereria bancrofti o Brugia malayi, l'albendazolo viene somministrato con la ivermectina o la dietilcarbamazina per sopprimere la microfilaremia.
- Gnatostomiasi causa dallo Gnathostoma spinigerum.[3] In questi casi l'albendazolo ha un'efficacia simile all'ivermectina, sebbene debba essere somministrato per 21 giorni anziché per i 2 giorni necessari per l'ivermectina.[11]
- Infezioni da anchilostoma,[12] comprese quelle causate da anchilostomi del genere Ancylostoma. Una singola dose di albendazolo è sufficiente per trattare le infestazioni intestinali di Ancylostoma duodenale o Necator americanus.[13]
- Capillariasi intestinale, come alternativa al mebendazolo.[3][12]
- Mansonelliasi causata da Mansonella Perstans. L'albendazolo agisce contro i vermi adulti, ma non contro le microfilarie più giovani.[11]
- Esofagostomumosi, causata da Oesophagostomum bifurcum.[3]
- Strongiloidosi, come alternativa all'ivermectina o tiabendazolo.[14] L'Albendazolo può essere somministrato con dietilcarbamazina per abbassare i livelli DI microfilaremia.[13]
- Toxocariasi, causata dal Toxocara canis o Toxocara catis, con l'ausilio di corticosteroidi nei casi più gravi.
- Trichinellosi, causata da Trichinella spiralis o Trichinella pseudospiralis.[6] L'albendazolo ha un'efficacia simile al tiabendazolo, ma meno effetti collaterali.[11] Funziona meglio se somministrato precocemente, agendo sui vermi adulti nell'intestino prima che generino larve che possano penetrare nei muscoli e causare un'infezione più diffusa. Si somministrano anche corticosteroidi per prevenire l'infiammazione causata dalla morte delle larve.[8]
- Trichostrongiliasi, come alternativa al pirantel.[3] Una singola dose è sufficiente per il trattamento.[12]
- Tricocefalosi, a volte considerata un'alternativa al mebendazolo e talvolta considerata farmaco di prima scelta.[6] È necessaria solo una singola dose di albendazolo.[13] Può essere somministrato con l'ivermectina.[15]

### Altri
- Giaridiasi, come alternativa o in aggiunta al metronidazolo, specialmente nei bambini.[16]
- Microsporidiosi, inclusa quella oculare causata dal Encefalitozoon hellem ed E. cuniculi.[16]
- Encefalite granulomatosa amebica, causata dall'ameba Balamuthia mandrillaris, in combinazione con miltefosina e fluconazolo.[17]
- Scabbia, associata a crotamitone e acido salicilico.[17]
- Infestazione da pidocchi, sebbene sia preferibile l'ivermectina.[17]
- Miasi intestinale.[18]

## Controindicazioni
Occorre controllare la funzionalità epatica durante il lungo periodo in cui viene somministrato il farmaco.

### Gravidanza
L'albendazolo è controindicato nel primo trimestre di gravidanza e dovrebbe essere evitato fino a un mese prima del concepimento. Studi su ratti e conigli gravidi hanno dimostrato che l'albendazolo è teratogeno, ma sembra sicuro negli esseri umani durante il secondo e il terzo trimestre. Può causare eczema infantile se somministrato durante la gravidanza. Nelle donne gravide, l'uso di albendazolo ha portato a neonati con peso ridotto e palatoschisi. Negli uccelli abbassa i tassi di deposizione delle uova e schiusa.
L'albendazolo sulfosidico viene secreto nel latte materno, sebbene l'assorbimento per via orale non sia tale da rendere probabile l'effetto sui lattanti.

## Effetti indesiderati
Fra gli effetti collaterali più frequenti si riscontrano alopecia, febbre, vertigini, vomito, cefalea, nausea.